# 短柱弓果藤
短柱弓果藤（学名：Toxocarpus villosus var. brevistylis）为萝藦科弓果藤属下的一个变种。

## 扩展阅读
- 維基物種上的相關：短柱弓果藤